# 5468 Hamatonbetsu
Az 5468 Hamatonbetsu (ideiglenes jelöléssel 1988 BK) a Naprendszer kisbolygóövében található aszteroida. Mukai Masaru és Takeishi Masanori fedezte fel 1988. január 16-án.